# 玉取藩
玉取藩（たまとりはん）は、常陸国新治郡玉取（現在の茨城県つくば市玉取）付近を所領として、江戸時代前期に存在した藩。堀秀政の弟で、幕府の要職を務めた堀利重が、1622年に大名に列して成立した。1679年、3代藩主の堀通周が家臣を殺害する事件を起こし、所領が収公されて廃藩となった。
なお、堀家は養子による相続が認められ、旧領のうち3000石が与えられて旗本として存続した。玉取は幕末まで堀家の知行地であった。

## 歴史

### 前史
初代藩主・堀利重は、堀秀政の弟にあたる。慶長4年（1599年）、堀秀治（秀政の子）から徳川家に人質として差し出され、江戸で徳川秀忠に仕えた。関ヶ原の役では秀忠に供奉して戦功が認められており、戦後に従五位下伊賀守に叙任され、8000石の知行地を与えられている。その後、井伊直孝の後任として書院番頭を務めた。
慶長19年（1614年）、大久保忠隣が失脚すると、利重は忠隣の縁者であることから奥平家昌（下野宇都宮藩主。同年没）に預けられた。慶長20年/元和元年（1615年）、大坂夏の陣では松平清匡（のちの松平忠明。奥平家昌の弟）の陣に加わって武功を挙げ、その功績は清匡から言上された。

### 立藩から廃藩まで
元和8年（1622年）、堀利重は恩赦を受け、新たに常陸国新治郡で1万石を与えられた。
利重が預けられていた奥平家では、慶長19年（1614年）の家昌死去によって子の忠昌が幼少（7歳）で跡を継ぎ、一時は下総古河藩に転出した。元和8年（1622年）に奥平忠昌は宇都宮藩主として復封したが、赦免された利重は奥平家の家政をとるよう命じられて宇都宮に住した。寛永3年（1626年）に書院番頭に再任、寛永10年（1633年）には近江国浅井郡、安房国長狭郡、上総国望陀郡で4000石の加増を受け、石高は合計1万4000石となった。利重はその後、大番頭、寺社奉行といった幕府の要職を歴任し、寛永15年（1638年）に死去した。
家督は長男の堀利長が継いだが、このときに弟の堀利直に2000石を分与しており、石高は1万2000石となった。利長は父に次いで大番頭を務め、万治元年（1658年）に死去した。
利長の跡は、養嗣子（婿養子）の堀通周が継いだ。通周は天方倶通の長男で、堀利重の外孫、すなわち利長の甥にあたる。寛文4年（1664年）に領知朱印状を与えられ、寛文11年（1671年）にははじめて封地に赴く暇を与えられた（参勤交代）。延宝4年（1676年）には玉取村の一ノ矢八坂神社の本殿を造営した。
しかし通周は延宝7年（1679年）、大坂加番として赴任中に「狂気」し、家臣を殺害した。このため、12月11日に所領は収公され、玉取藩は廃藩となった。通周は元禄7年（1694年）に没した。

### 後史
堀通周の実弟・堀利雄は、延宝2年（1674年）に徳川家綱への拝謁を済ませていた。通周は大坂加番に赴く際に利雄を養子として申請していたが、将軍の裁許が出る前に事件を起こした。通周の領地は「無嗣」として収公されたが、養子の申請がなされていたことが考慮されて家名存続が認められ、通周の旧領のうち3000石が利雄に与えられた。利雄はのちに御使番・山田奉行・下田奉行（在任中に役所が浦賀に移転したため、初代浦賀奉行となる）を歴任した。旗本となった玉取堀家は、幕末まで玉取の領主として続いた。

## 歴代藩主
堀家
1万石→1万4000石→1万2000石 外様
1. 利重
2. 利長
3. 通周

## 領地
寛文4年（1664年）時点の藩領は以下の通り。
- 常陸国
  - 新治郡 - 13村
- 近江国
  - 浅井郡 - 6村
- 安房国
  - 長狭郡 - 5村
- 上総国
  - 望陀郡 - 1村

「玉取」の地名は南北朝時代に現れる。玉取村は元和8年（1622年）以来堀家の領地となった。玉取藩廃藩後も、玉取村は堀家2家の領地として続いた。『角川日本地名大辞典』によれば、享保15年（1730年）に領主の堀家が玉取村に陣屋を置いたとある。幕末の時点では堀家2家（堀義次郎・堀小四郎）と幕府領の相給であった。